# Un coup de mistral
Pour plus de détails, voir Fiche technique et Distribution.
Un coup de mistral est un film français réalisé par Gaston Roudès, sorti en 1934.

## Fiche technique
- Titre : Un coup de mistral
- Autre titre : Mon oncle d'Arles
- Réalisation : Gaston Roudès
- Scénario : Gaston Roudès, d'après la pièce de Raymond Clauzel
- Photographie : Scarciafico Hugo
- Musique : J. Daddy Poret
- Société de production : Productions cinématographiques
- Pays d'origine :  France
- Genre : Comédie
- Durée : 80 minutes
- Date de sortie : France, 9 février 1934

## Distribution
- France Dhélia
- Fortuné
- Jane Maguenat
- Pierre Callamand